# Academia Nacional de Medicina de Venezuela
La Academia Nacional de Medicina de Venezuela es una institución oficial, científica y de consulta de Venezuela que representa a la ciencia médica nacional. Fue creada en Caracas como el Colegio de Médicos de Venezuela el 10 de mayo de 1902. El 8 de abril de 1904 el presidente Cipriano Castro derogó la ley creadora del Colegio y lo transformó en la Academia Nacional de Medicina. Después de deliberaciones para seleccionar a los miembros, la Academia de instaló por primera vez el 11 de junio de 1904. 
La Academia mantiene sesiones semanales ordinarias y extraordinarias, en las que se presentan trabajos de sus miembros y otros que cumplan con los reglamentos vigentes. También atiende casos controversiales, tanto médicos como de ética y moral médica. Su órgano legislativo es la Ley Orgánica de la Academia Nacional de Medicina.
El órgano de publicidad de la academia es la Gaceta Médica de Caracas que es también órgano de los congresos venezolanos de ciencias médicas. Fue creada por la Sociedad de Médicos y Cirujanos en la misma fecha de su fundación el 13 de marzo de 1893. Su primer número apareció el 15 de marzo de 1893 y su primer director fue Luis Razetti. Ha sido órgano de la referida sociedad y sucesivamente del Colegio de Médicos de Venezuela y por último de la Academia Nacional de Medicina, siendo la publicación médica más antigua de Venezuela. 

## Historia
En 1892 se encontraban en París los doctores Luis Razetti (1862-1932) y Santos Dominici (1869-1954), quienes tuvieron la oportunidad de intercambiar ideas respecto a la fundación de una sociedad de médicos en Caracas. Al regresar a Venezuela, Razetti le comunicó su idea a Francisco Antonio Rísquez (1856-1941) quienes crearon la Sociedad de Médicos y Cirujanos. Esta sociedad se extinguió, y fue sucedida por el Colegio de Médicos de Venezuela (también promovido por Razetti), el cual sería la futura Academia. Tanto Razetti, Dominici y Rísquez, son figuras históricas de la medicina nacional.
El 7 de abril de 1904 el Congreso Nacional derogó la Ley creadora del Colegio y dispuso en esa fecha, que se estableciera la corporación denominada Academia Nacional de Medicina, que fue ejecutada por el Presidente de la República el 8 de abril de 1904. 
Con el objetivo de seleccionar al núcleo fundador, el 9 de junio de 1904 se reunió la junta de profesores de la facultad de medicina, presidida por Tomás Aguerrevere Pacanins y el secretario, Juan de Dios Villegas Ruiz. Esta reunión tuvo por objeto dar cumplimiento al Artículo 5º de la Ley, el cual establecía que “La Academia Nacional de Medicina sea constituida del modo siguiente: Los profesores de la Facultad de Medicina de la Universidad Central formarán el núcleo fundador y elegirán hasta quince individuos que juntos procederán a instalar la Academia”. En el Artículo N.º 4 se estipula que “El número de sus miembros no pasará de cien, distribuidos así: treinta y cinco académicos de número; cuarenta correspondientes nacionales y veinticinco correspondientes extranjeros”. 
El 11 de julio de 1904 se instaló la Academia Nacional de Medicina, se eligieron y tomaron posesión de sus cargos los integrantes de la primera Junta Directiva, Alfredo Machado (presidente); Tomás Aguerrevere Pacanins (primer vicepresidente); Emilio Ochoa (segundo vicepresidente); Luis Razetti (secretario perpetuo); Juan de Dios Villegas Ruiz (subsecretario); Bernardo Herrera Vegas (tesorero) y Eduardo Fernández (bibliotecario perpetuo).
Esta junta directiva fue elegida para el Bienio julio de 1904 a junio de 1906. El número de los integrantes de la Junta Directiva se ha reducido en los últimos años a cinco: Presidente, Vicepresidente, Secretario, Tesorero y Bibliotecario-Archivero. Hay sólo dos cargos remunerados por el Ministerio de Educación: El Secretario y el Bibliotecario-Archivero. Los demás cargos son ad honorem. No existen cargos perpetuos. 
El Congreso Nacional derogó el 15 de julio de 1941 la Ley Orgánica del 8 de abril de 1904, en la cual hizo algunas modificaciones y elevó a 120 el número de académicos distribuidos así: 40 individuos de número, 50 miembros correspondientes nacionales y 30 miembros correspondientes extranjeros.
Desde 2022, la institución es presidida por Isis Nezer de Landaeta.

## Objetivos
Los objetivos de la Academia según la Ley Orgánica de la Academia Nacional de Medicina vigente se resumen en sus tres primeros artículos: 
- Artículo 1º: La Academia Nacional de Medicina es una Corporación Oficial, científica y doctrinaria que representa a la ciencia médica nacional.

- Artículo 2º: La Academia se ocupará en todo lo relativo al estudio de las Ciencias Biológicas y en especial de la patología e higiene nacionales, asuntos en que pueda actuar como cuerpo consultor.

- Artículo 3º: La Academia Nacional de Medicina es una institución de utilidad pública. Su organización en general es del estilo de la escuela médica francesa, lo cual se explica porque cuando la Academia se estableció, las ciencias médicas y sus instituciones eran de marcada influencia francesa, los sillones que ocupan los Individuos de Número están marcados con números romanos y su trabajo igualmente se efectúa por asignación a comisiones permanentes o creadas ad hoc.

Además de la Ley Orgánica, la Academia tiene sus Estatutos y Reglamentos preparados por la Academia, pero revisados y aprobados por el Ministerio de Educación. La Academia funciona actualmente en locales ubicados en el Palacio de las Academias propiedad del Estado Venezolano. Aquí también se encuentran otras de las Academias Nacionales. Este edificio fue el antiguo convento de San Francisco cuya construcción empezó en 1575. 

## La biblioteca
La biblioteca fue creada conjuntamente con la Academia en 1904. Inicialmente compartía su sede con la secretaría en la antigua Universidad Central de Venezuela. Esto cambió en 1956, cuando el presidente Marcos Pérez Jiménez inauguró el Palacio de las Academias y la biblioteca se movió a la actual sede de la Gaceta Médica de Caracas. En 1984 se cedió a la biblioteca el edificio anexo del Palacio de las Academias y en junio de ese año se mudó al tercer piso, lugar donde todavía se encuentra. 
La biblioteca se especializa en textos y revistas de historia de la medicina universal y muy especialmente de la historia de la medicina nacional. También archivan publicaciones periódicas sobre medicina y todas sus especialidades que se publican en Venezuela, incluyendo tesis doctorales e información biográfica de los miembros de la Academia.

## Museo
El Museo conserva piezas de valor histórico que pertenecieron a médicos venezolanos ilustres, las mascarillas de Vargas y Razetti, y los bustos en mármol de varios de los fundadores de la Academia. Hay también una colección completa de las medallas acuñadas durante la presidencia del Dr. Julio de Armas, Bienio 1984-1986, quien sugirió dar al museo el nombre del prócer médico Felipe Tamariz.

## Actividades
La Academia inicio sus actividades de forma temprana y ya en 1911 había establecido los congresos venezolanos de medicina, el primer congreso científico reunido hasta entonces en Venezuela. Estos congresos se efectúan de cada tres a cinco años. Desde 1924 a 1953 hubo una larga pausa para ser renovados hasta nuestros días. 
Además, la Academia otorga cada dos años, los premios: Vargas adjudicados a médicos y los Razetti y Rangel adjudicados a estudiantes de medicina.
Desde 1974 la Academia ha logrado la creación de las becas José María Vargas y José Gregorio Hernández a través de las Fundaciones homónimas. Ambas son becas a perpetuidad en Inglaterra en las universidades de Oxford y Cambridge para cursos de posgrado.

## Miembros fundadores
- José Antonio Baldó - Sillón n.º I
- Simón Vaamonde Blesbois - Sillón n.º II
- Elías Rodríguez - Sillón n.º III
- Emilio Ochoa - Sillón n.º IV
- Rafael Medina Jiménez - Sillón n.º V
- Manuel Antonio Fonseca - Sillón n.º VI
- Francisco Hermógenes Rivero - Sillón n.º VII
- Enrique Meier Flegel - Sillón n.º VIII
- Francisco de Paula Ruiz Mirabal - Sillón n.º IX
- Eduardo Fernández - Sillón n.º X
- Bernardo Herrera Vegas - Sillón n.º XI
- Manuel Pérez Díaz - Sillón n.º XII
- Luis Razetti - Sillón n.º XIII
- David Lobo - Sillón n.º XIV
- Juan de Dios Villegas Ruiz - Sillón n.º XV
- José I. Cardozo - Sillón n.º XVI
- Bernardino Mosquera - Sillón n.º XVII
- Alfredo Machado - Sillón n.º XVIII
- Arturo Ayala - Sillón n.º XIX
- Guillermo Delgado Palacios - Sillón n.º XX
- Tomás Aguerrevere Pacanins - Sillón n.º XXI
- Pablo Acosta Ortiz Sillón n.º XXII
- Andrés Sánchez - Sillón n.º XXIII
- Andrés Herrera Vegas Sillón n.º XXIV
- Miguel Antonio Seco - Sillón n.º XXV
- Pedro Herrera Tovar - Sillón n.º XXVI
- José Rafael Revenga - Sillón n.º XXVII
- José Gregorio Hernández - Sillón n.º XXVIII
- Manuel A. Dagnino - Sillón n.º XXIX
- Juan Pablo Tamayo - Sillón n.º XXX
- José Antonio Díaz - Sillón n.º XXXI
- Miguel R. Ruiz - Sillón n.º XXXII
- Francisco Antonio Rísquez - Sillón n.º XXXIII
- Martín Herrera - Sillón n.º XXXIV
- Narciso López Camacho - Sillón n.º XXXV